# Aether
Aether, Grieks: ᾿Αιθήρ, is de Griekse god van de atmosfeer, de bovenste luchtlaag. De goden ademen in tegenstelling tot de 'gewone' stervelingen de lucht uit de bovenste laag van de atmosfeer in, wij stervelingen ademen aardgebonden lucht in. Volgens de oude Grieken was hij de substantie waaruit zich licht vormde. Aether is de ziel, de essentie van de wereld, hij omhult de toppen van bergen, wolken, sterren, de zon en de Maan. Sterren zouden geconcentreerde vuren van Aether zijn. Hij stond ook bekend als Zeus' verdedigingslinie, omdat hij de aarde, Gaia, van de onderwereld, Tartaros, scheidde. Boven Aether bevindt zich de hemelkoepel van Ouranos.

## Oorsprong
Volgens Hesiodos was Aether de zoon van Erebos, de duisternis, en Nyx, de nacht. 's Avonds hing Aethers moeder Nyx een sluier van duisternis tussen hem en Aer, de aardgebonden lucht, en liet zo de nacht vallen. 's Ochtends joeg Aethers zuster en vrouw Hemera, de dag, deze mist uiteen, waardoor de helderblauwe aether weer zichtbaar werd. De zon speelde voor de oude Grieken dus geen belangrijke rol in de wisseling van dag en nacht.
Aethers vader Erebos wordt ook wel als de derde soort lucht gezien, de lucht van de donkere onderwereld. Aethers vrouwelijke tegenhangster is Aithre, Titaan van de heldere blauwe lucht en moeder van de zon en maan.

## Nakomelingen
Het is in de Griekse mythologie vaak onduidelijk hoe de familiebanden precies liggen, omdat bronnen elkaar tegenspreken. Hieronder staan de goden en andere wezens die kinderen van Aether zouden zijn, samen met hun moeders.
- Ouranos de hemel, van Gaia of Hemera
- Gaea de aarde, van Hemera
- Thalassa de zee, van Hemera
- Veel demonen en geesten, zoals pijn en lijden, woede, verdriet en rouw